# Драй-Ран (Огайо)
Драй-Ран (англ. Dry Run) — переписна місцевість (CDP) в США, в окрузі Гамільтон штату Огайо. Населення — 7672 особи (2020).

## Географія
Драй-Ран розташований за координатами 39°6′17″ пн. ш. 84°19′52″ зх. д. / 39.10472° пн. ш. 84.33111° зх. д. (39.104596, -84.331101).  За даними Бюро перепису населення США в 2010 році переписна місцевість мала площу 12,12 км², з яких 12,10 км² — суходіл та 0,02 км² — водойми.

## Демографія
Згідно з переписом 2010 року, у переписній місцевості мешкала 7281 особа в 2328 домогосподарствах у складі 2078 родин. Густота населення становила 601 особа/км².  Було 2406 помешкань (198/км²).
Расовий склад населення:
| - 93,8 % — білих - 3,2 % — азіатів - 0,9 % — чорних або афроамериканців - 0,1 % — корінних американців |

До двох чи більше рас належало 1,7 %. Частка іспаномовних становила 1,8 % від усіх жителів.
За віковим діапазоном населення розподілялося таким чином: 32,1 % — особи молодші 18 років, 59,2 % — особи у віці 18—64 років, 8,7 % — особи у віці 65 років та старші. Медіана віку мешканця становила 40,4 року. На 100 осіб жіночої статі у переписній місцевості припадало 99,5 чоловіків;  на 100 жінок у віці від 18 років та старших — 98,1 чоловіків також старших 18 років.
Середній дохід на одне домашнє господарство  становив 165 241 долар США (медіана — 128 837), а середній дохід на одну сім'ю — 174 133 долари (медіана — 139 402). Медіана доходів становила 110 987 доларів для чоловіків та 55 304 долари для жінок. За межею бідності перебувало 0,7 % осіб, у тому числі 1,2 % дітей у віці до 18 років та 0,0 % осіб у віці 65 років та старших.
Цивільне працевлаштоване населення становило 3648 осіб. Основні галузі зайнятості: освіта, охорона здоров'я та соціальна допомога — 26,6 %, науковці, спеціалісти, менеджери — 17,2 %, виробництво — 12,3 %, фінанси, страхування та нерухомість — 11,4 %.